# Mohamed Lemine Ould Aboye
Mohamed Lemine Ould Aboye Ould Cheikh El Hadrami (Amourj, 1963) es un político de Mauritania, Ministro de Agua y Saneamiento desde el 1 de septiembre de 2008.
Doctorado en hidrogeoquímica y medio ambiente y diplomado en estudios superiores de geología marina en Rabat, ha sido profesor asistente en Marruecos y de la Escuela de Ciencias y Técnica de la Universidad de Nuakchot, consejero del ministro de Desarrollo Rural y secretario de Estado adjunto al primer ministro Zeine Ould Zeidane en 2007.
En junio de 2008 abandonó su formación política, el Pacto Nacional para la Democracia y el Desarrollo, del que era Secretario general, junto a otros dirigentes. Apoyó el apoyó el golpe de Estado de 2008 y en el gobierno formado por la Junta militar, fue nombrado Ministro de Agua y Saneamiento.